# Блигнаут, Питер Иеремия
Питер Иеремия Блигнаут (африк. Pieter Jeremias Blignaut; 26 августа 1841, Парл, Капская колония — 1 ноября 1909, Блумфонтейн, Колония Оранжевой реки) — южноафриканский политик и государственный деятель. Был генеральным секретарем Оранжевого Свободного Государства (1879—1902), а также дважды исполнял обязанности президента Оранжевого Свободного Государства: после смерти президента Бренда в 1888 году и после отставки президента Рейца в 1896 году. После войны с Англией был членом Законодательного Совета новообразованной Колонии Оранжевой реки, а также входил в состав нескольких государственных комиссий.

## Биография
Питер Иеремия Блигнаут родился в семье бурков, который проживали в старом Кейпе. Его родители — Иоганн Иеремия Корнилис Блигнаут и Иоганны Эмерентии де Вильер. Мальчика назвали в честь его деда — бюргера из Стелленбоса.
Блигнаут поступил в общеобразовательную государственную школу Парла, но позже был переведен в гимназию. После выпускных экзаменов он переезжает в Кейптаун, где поступает на службу в администрацию колонии. В 1861 году Блигнаут сдает экзамен на Свидетельство о государственной службе Капской колонии и в 1862 году переезжает на службу в Оранжевое Свободное Государство. На новом месте он приступает к работе в должности клерка и мирового судьи в Филипполисе где он проработает 4 года. 12 января 1865 года Блигнаут переезжает в Форсмит, где получает повышение до судебного пристава и в этой же должности переедет в Крунстад.

### Государственный секретарь
После смерти государственного секретаря Хёне Блигнаут ходатайствует о получении данной должности и получает назначение 20 мая 1879 года. Блигнаут занимает эту должность на протяжении 21 года, оставаясь в политике и во время экономического подъёма государства, и после войны в Южной Африке (Вторая Бурская Война). Блигнаут успевает показать себя успешным управленцем, который предан своей стране, поэтому именно ему поручают проведение сложных переговоров в 1880 году между англичанами и Трансваалем.
За время своей многолетней государственной службы Блигнаут завоевал большое уважение как у простых горожан Оранжевого Свободного Государства, так и у всех президентов, c которыми он работал. Поэтому он дважды был единственным кандидатом на должность исполняющего обязанности президента в 1888 и в 1895 годах.
После того, как английские войска вступили на территорию Оранжевого Свободного Государства, Блигнаут организовал эвакуацию правительства и государственных архивов в Крунстад. В начале 1901 года Блигнаут тяжело заболевает и получает специальное разрешение, чтобы покинуть зону боевых действий и пройти лечение у себя на ферме. Его жена С. Дж. Стейн также принимала активное участие в войне. Она создала Дамский комитет, изначально комитет снабжал бурских военнопленных одеждой, а затем оказывает поддержку бурским женщинам и детей в британских лагерях для военнопленных.

### Сотрудничество с Великобританией
После заключения мирного соглашения с Великобританией в 1902 году Оранжевое свободное государство вошло в Британскую империю под названием Колония Оранжевой реки. Оценив политическую ситуацию, Блигнаут присягает на верность Великобритании в отличие от действующего президента Рейца, который, несмотря на подписание мирного договора, присягу так и не дал.
Британия назначает Блигнаута на пост председателя Комитета по репатриации Колонии Оранжевой реки и на своей новой должности Блигнаут активно помогает соотечественникам вернуться из лагерей военнопленных, получить материальное пособие и устроиться на работу при новом политическом режиме.
После успешной работы во главе Комитета по репатриации Блигнаут получает назначение в Законодательный совет колонии в 1903-м году, а в 1907-м году он становится полноправным членом Законодательного собрания колонии. Несмотря на то, что Блигнаут работал в верховном законодательном органе колонии, его роль, как и всего собрания оставалась номинальной. Он налаживал новые внешнеэкомические связи с соседями, занимался организацией таможенного форума и ликвидацией последствий стихийных бедствий.
В 1909 году Питер Иеремия Блигнаут скончался после осложнений, вызванных сепсисом. Так как Блигнаут являлся южноафриканским массоном, то он был похоронен в Блумфонтейне согласно положениям Ложи Восходящей Звезды, члены которой и произвели погребение.

## Семья
Питер Иеремия Блигнаут был женат дважды. После смерти первой жены Каролина Эрскин (1850 - 1883) он женился на сестре президента Штейна - Сесилии Джоанне Штейн (1854 - 1925). В обоих браках у Блигнаута появилось шестеро детей.